# Cyphia couroublei
Cyphia couroublei là loài thực vật có hoa trong họ Hoa chuông. Loài này được Bamps & Malaisse mô tả khoa học đầu tiên năm 1986.